# Христинівка (село, Уманський район)
Христи́нівка — село в Україні, у Христинівській міській громаді Уманського району Черкаської області. Розташоване на обох берегах річки Синичка (притока Канельки) за 7 км на північ від міста Христинівка.

## Історія
Територія сучасного села, як свідчать археологічні знахідки, була заселена ще з IV століття до нашої ери.
Вперше згадується  в подимному реєстрі Брацлавського воєводства 1643 р., який зберігається в Любліні (Польща) під назвою Chrystypol. Отже. поселення, початково називалось Христиполем.
В 1654 році, в ході національно-визвольної війни, військо коронного гетьмана Чарнецького штурмом захопило і майже знищило Христинівку.
В 1665 році загони уманського полковника Івана Сербина заволоділи багатьма населеними пунктами, в тому числі й Христинівкою. З 1667 року за Андрусівським миром Христинівка знову у складі Польщі. 
Городище 17 століття – на території села. Трикутне, 820 метрів у периметрі, за переказом влаштоване гетьманом Дорошенком в 1672 році.
У 1726 році село стає володінням графа Францішека Салезія Потоцького. Згідно з візитацією Уманського деканату греко-католицької церкви вже у 1756 році в селі існувала церква

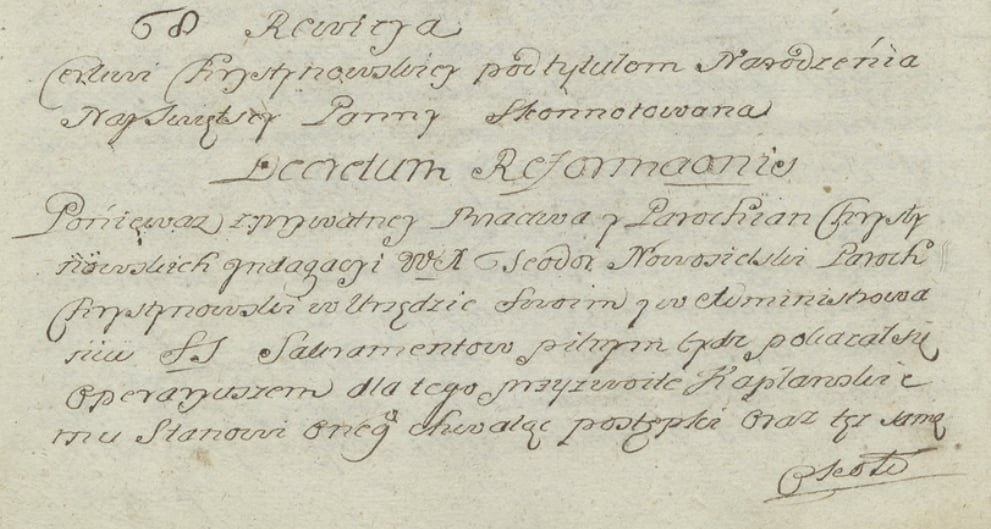
Wizyta Roczna Humańskiego Dekanatu

1768 року тут налічувалося 146 дворів (846 осіб), а через 15 років — 209 дворів (1370 осіб).
У другій половині 18 століття селом володів Станіслав Щенсний Потоцький і воно входило до Соколівського ключа.
З 1793 року Христинівка, як і вся Правобережна Україна, під окупацією Російської імперії. З 1797 вона входить до Уманського повіту Київської губернії.
У другій половині 19 століття у місцевості починає розвиватись промисловість, що започаткувало залізничний вузол Христинівку.
На початку 20 століття у Христинівці на кожне із 294 селянських господарств припадало в середньому 2,6 десятини землі, а 27 її зовсім не мали. У 47 родин не було тягла. 1912 року 120 господарств Христинівки були безземельними, а в 72-х налічувалося всього 25 (?) десятин землі. 97 господарств мали від 1 до 2, а 138 від 2 до 3 десятин. Лише 4 господарства володіли 10 і більше десятинами. З-поміж безземельних господарств — 70 не мали худоби. Населення села і вузла обслуговували лікар та фельдшер. В їхньому розпорядженні був медичний пункт і невелика аптека. Крім церковнопарафіяльної школи, в селі було двокласне міністерське і двокласне залізничне училища. Село мало поштово-телеграфну станцію.
Під час Голодомору 1932—1933 років, тільки за офіційними даними, від голоду померло 229 мешканців села.
Незадовго до німецько-радянської війни тут була створена хлібна база № 86.
20 вересня 2014 року в селі з архіпастирським візитом побував митрополит Черкаський і Чигиринський Іоан, під час якого звершив освячення новозбудованого храму Різдва Пресвятої Богородиці.

## Населення
За даними перепису 2001 року в селі проживало 3088 осіб.

### Мовний склад
Рідна мова населення за даними перепису 2001 року:
| Мова       | Чисельність, осіб | Доля     |
| ---------- | ----------------- | -------- |
| Українська | 3 017             | 97,70 %  |
| Російська  | 52                | 1,68 %   |
| Інше       | 19                | 0,62 %   |
| Разом      | 3 088             | 100,00 % |

## Відомі люди
Панченко Юхим Миколайович — козак Армії Української Народної Республіки. Народився у селі Христинівка в 1899 році. В Армії УНР з 1919. Служив у 16-й бригаді 6-й Січової дивізії. Під час Другого Зимового походу — партизанського антибільшовицького рейду — козак 4-й Київської дивізії. В бою під с. Малі Миньки (в межах сучасної Житомирської області) 17 листопада 1921 року потрапив у полон. 22 листопада, у містечку Базар, розстріляний разом з 359 іншими полоненими, що одноголосно відмовились перейти до Червоної Армії. В оприлюдненому більшовиками списку значиться під 263 номером. Реабілітований 27 квітня 1998 року.

## Галерея

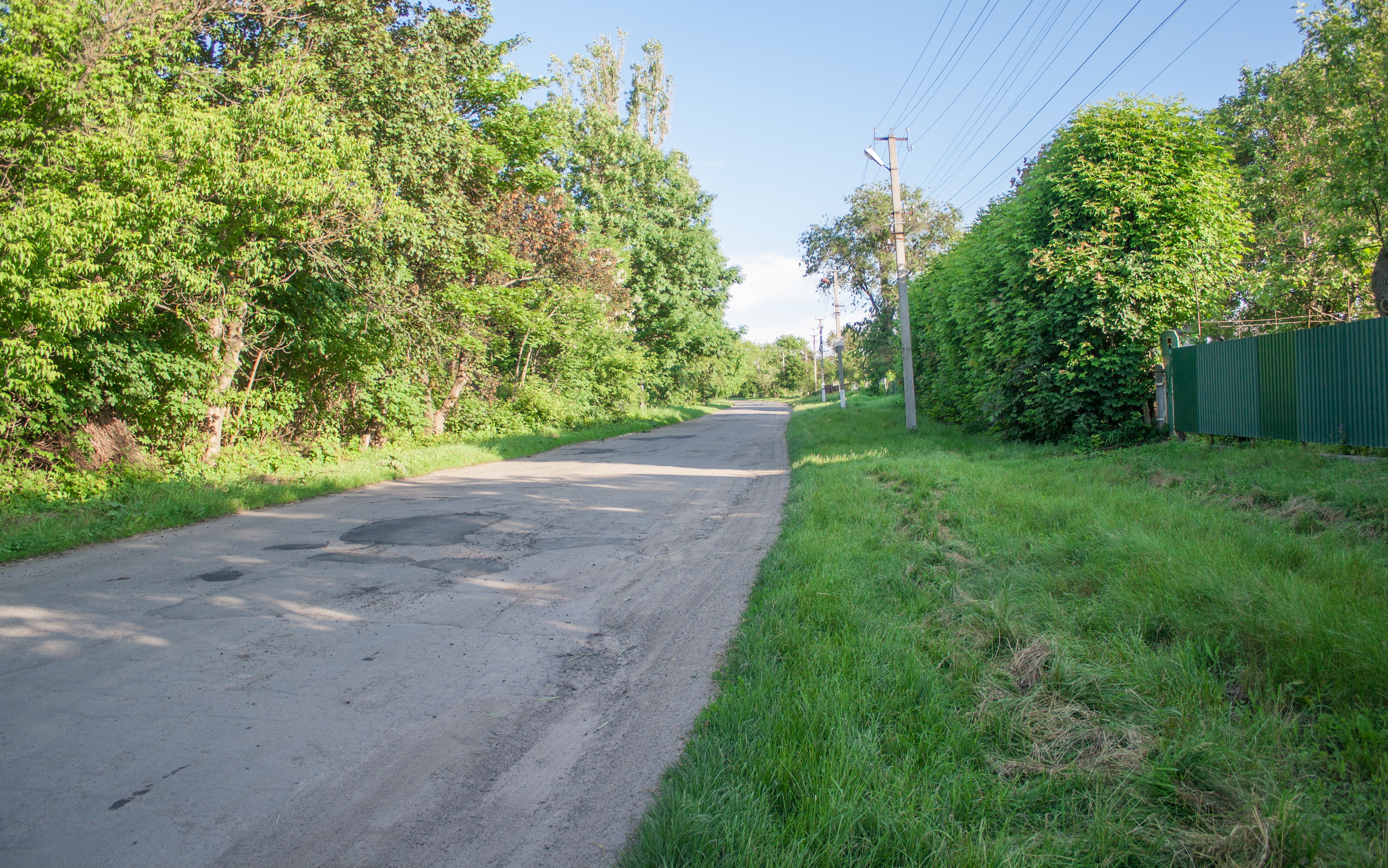
Вулиця Центральна
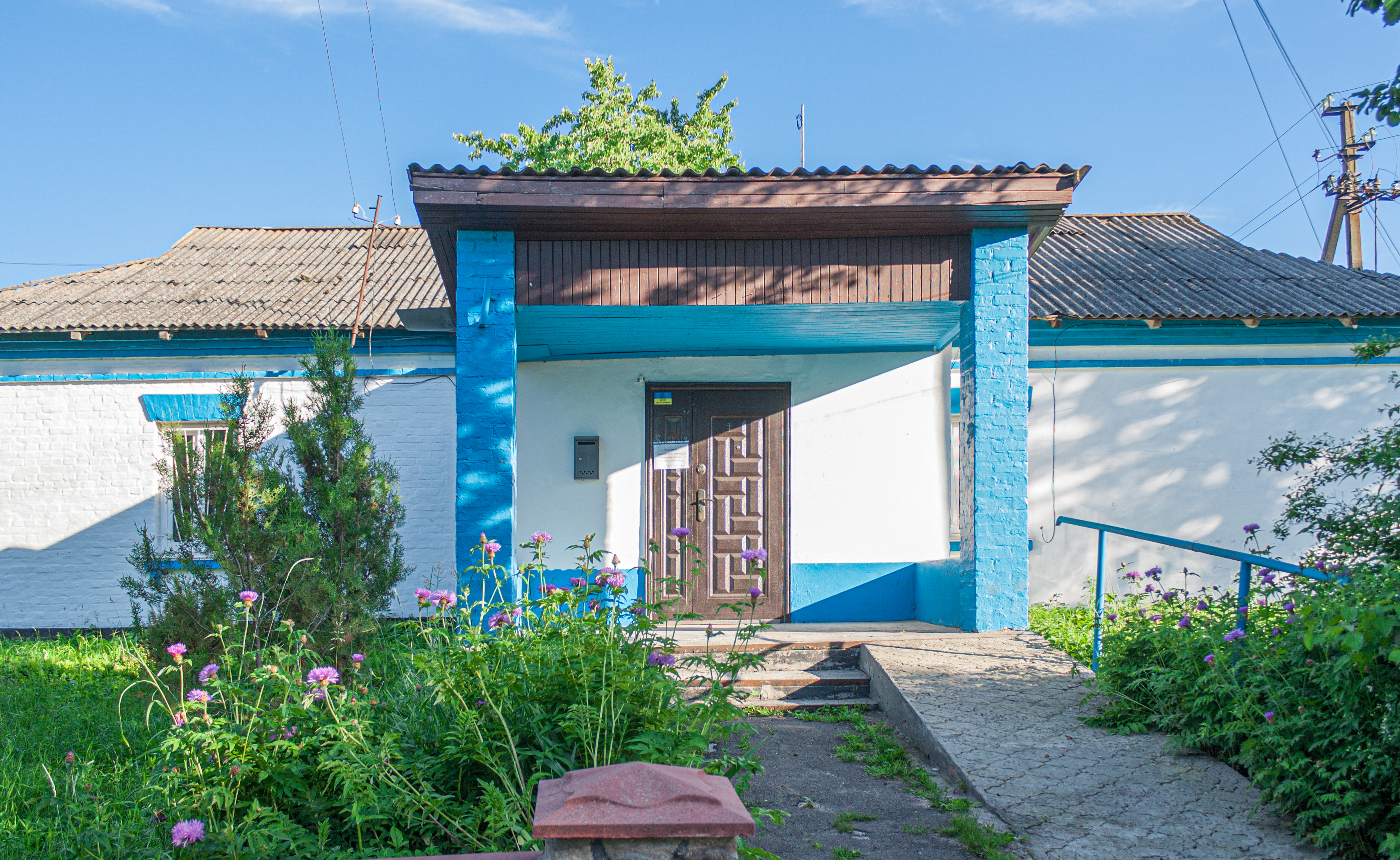
Сільська рада
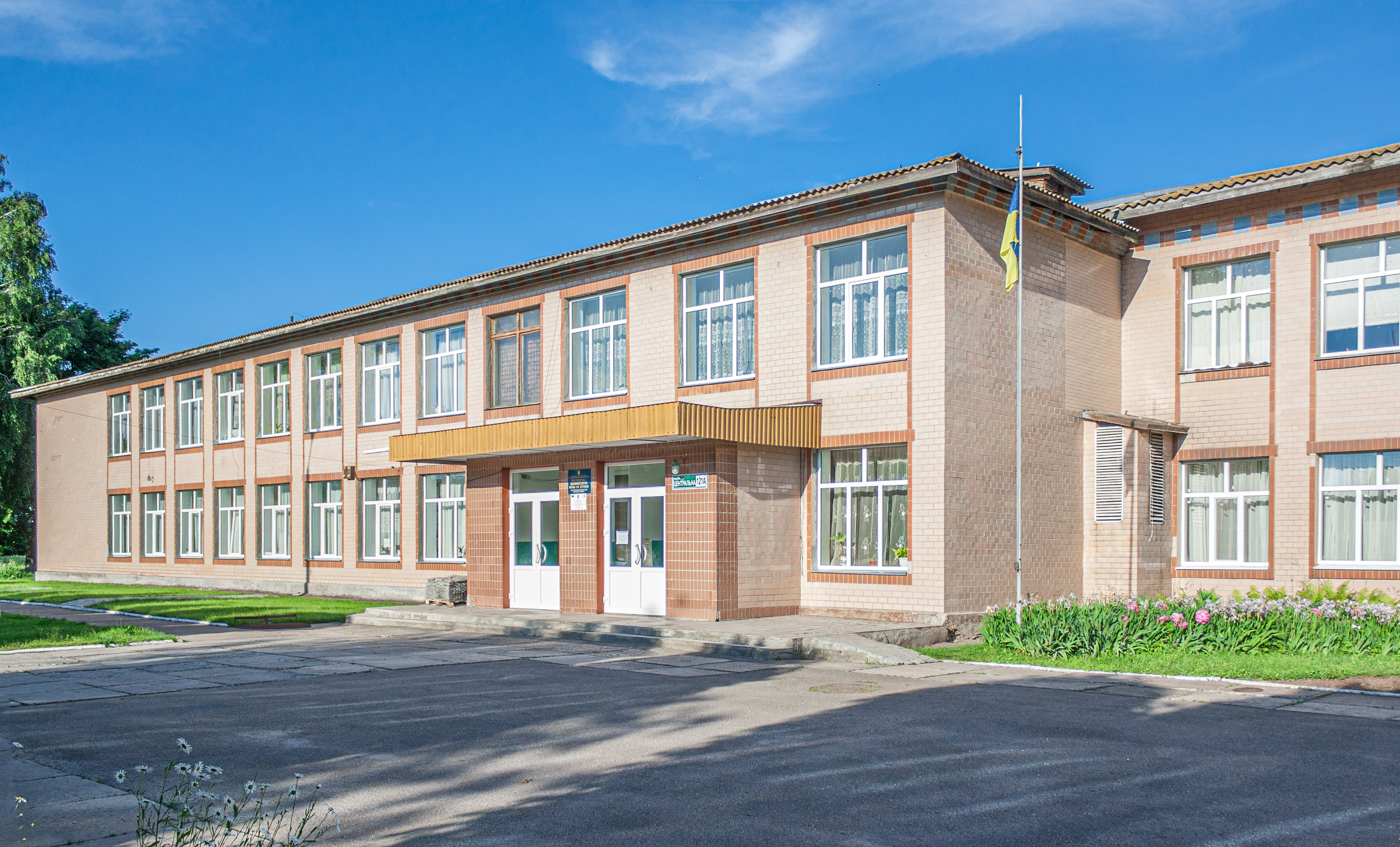
Школа
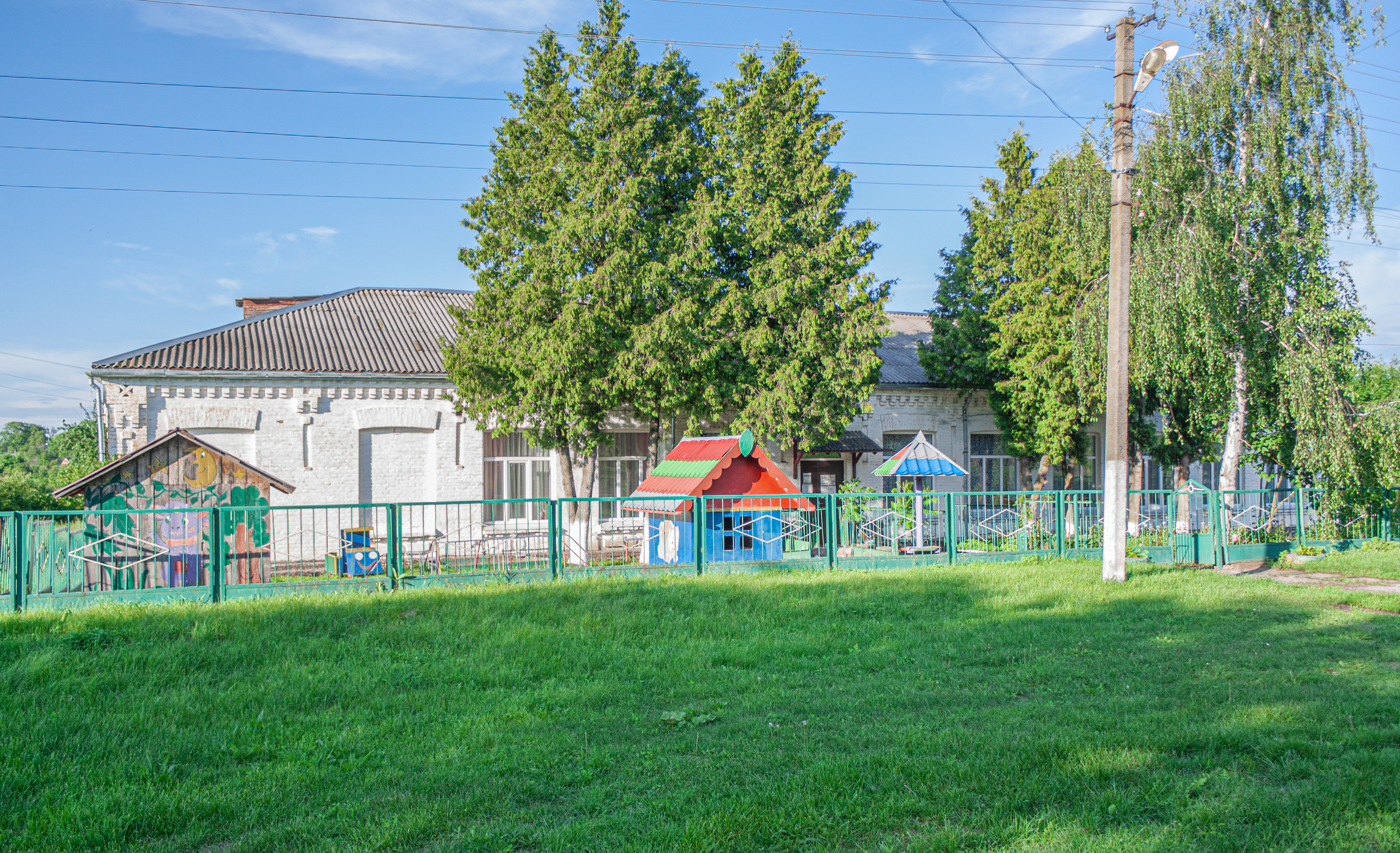
Дитсадок
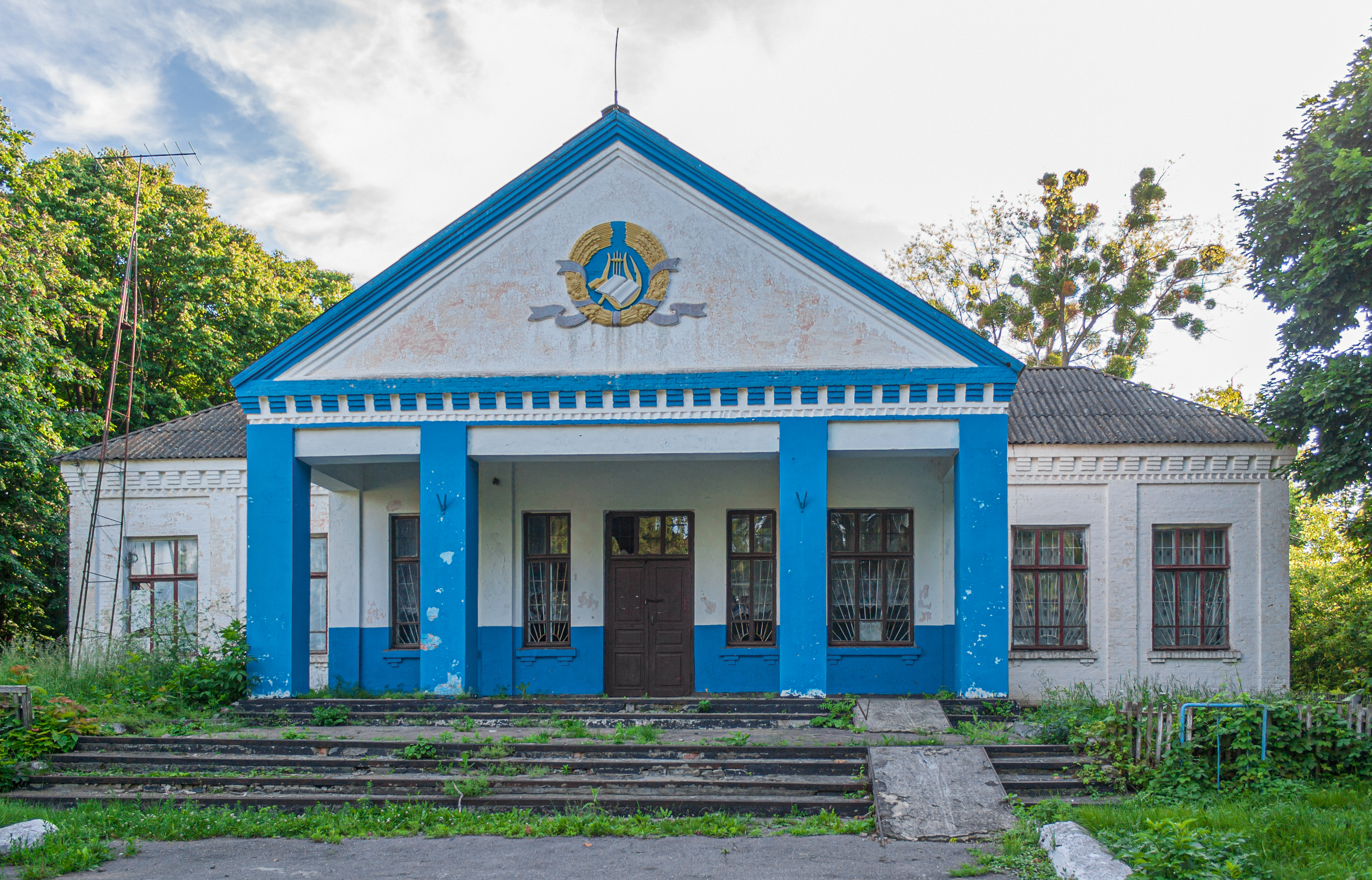
Будинок культури
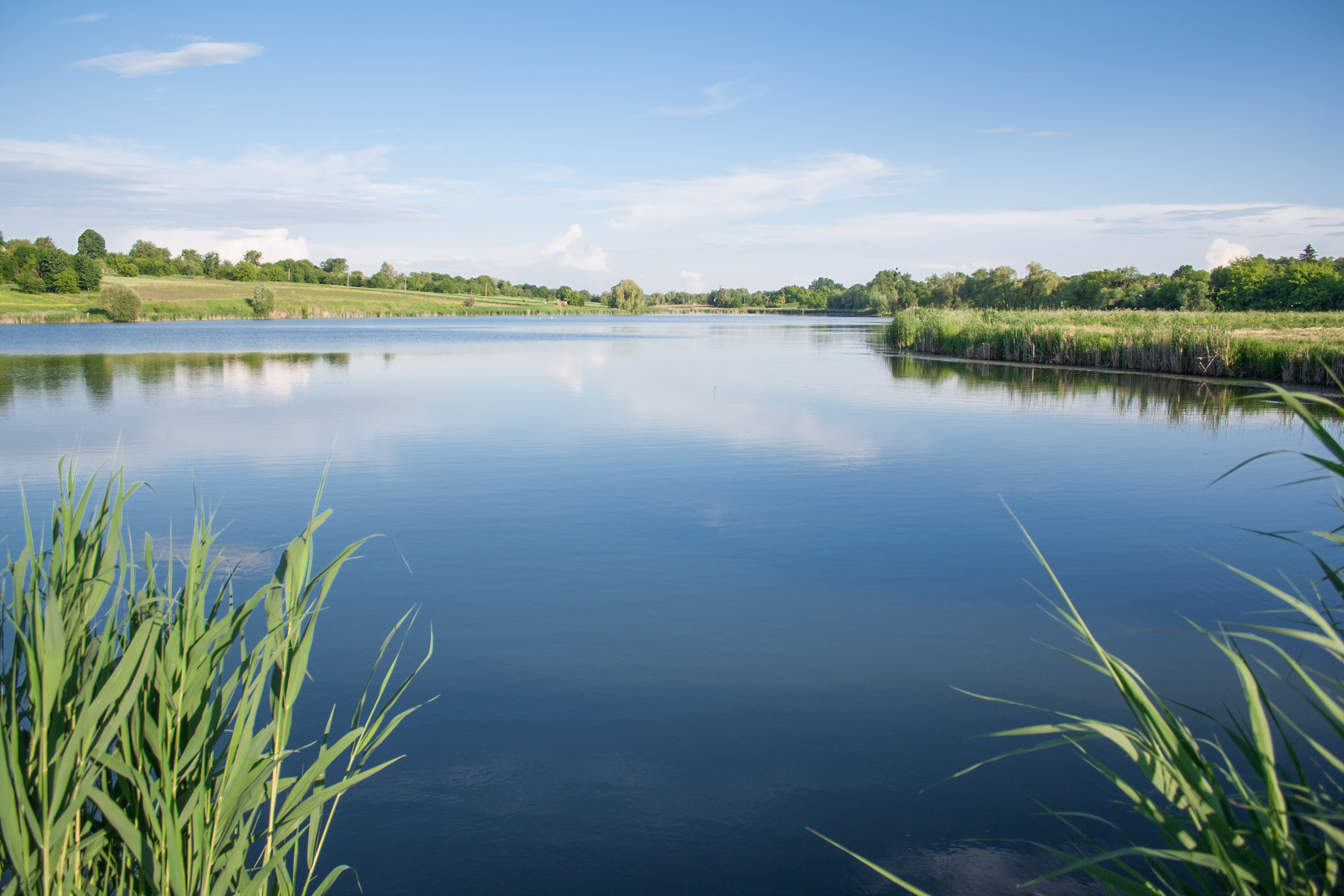
Ставок на річці Синичка
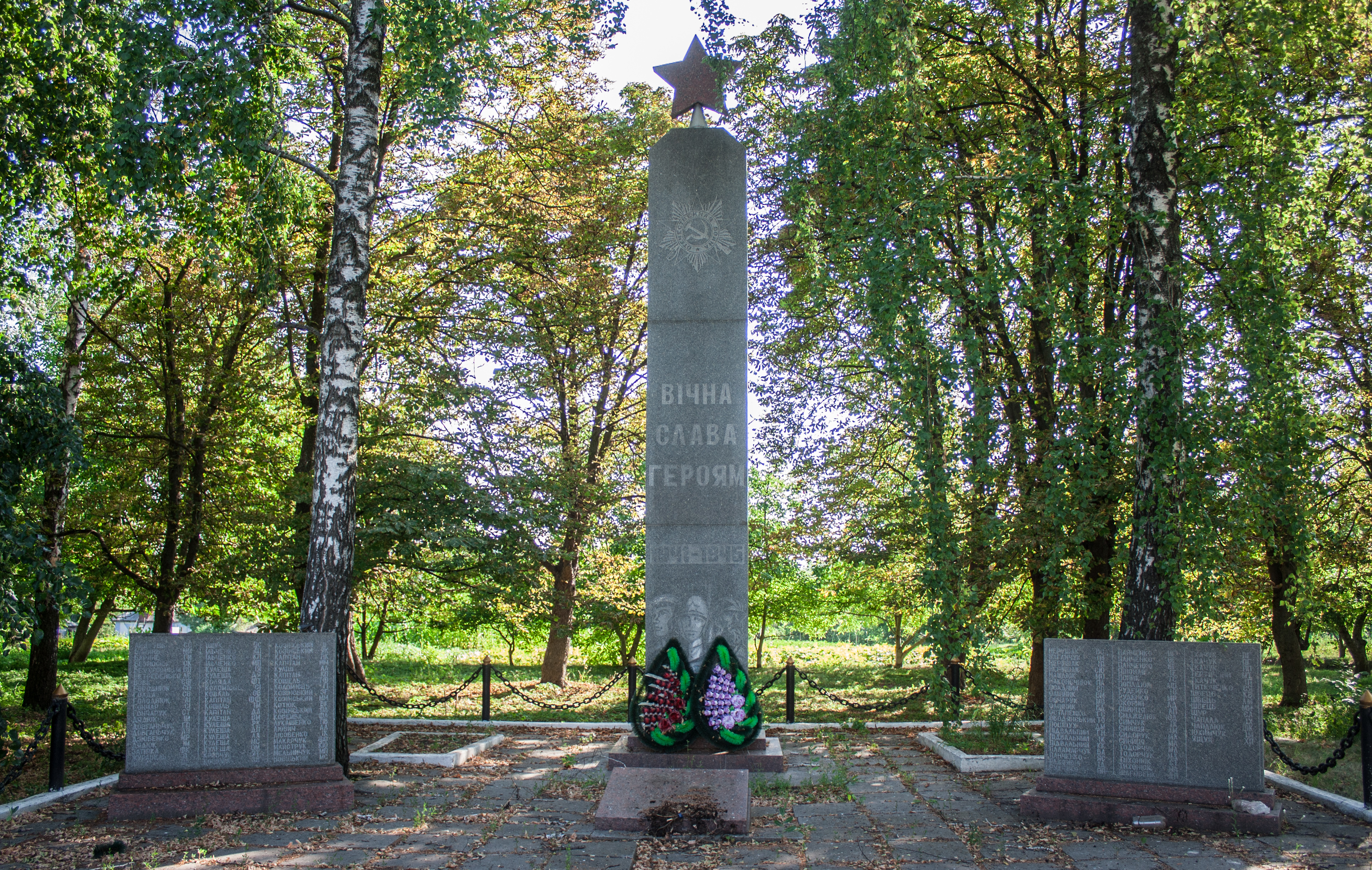
Пам'ятник воїнам-односельцям